# Comment lui dire (chanson)
Singles de France Gall
La Déclaration d'amour
(1974) Samba mambo
(1976)
Comment lui dire est une chanson de France Gall. Elle est initialement parue en janvier 1976 sur l'album France Gall,, et en single.

## Développement et composition
La chanson a été écrite et composée par Michel Berger. L'enregistrement a été produit aussi par Michel Berger.

## Liste des titres
Toutes les chansons sont écrites et composées par Michel Berger.
| 1. | Comment lui dire | 3:30 |
| 2. | Samba mambo      | 2:35 |

| 1. | Comment lui dire      | 3:34 |
| 2. | Chanson pour consoler | 1:52 |

## Classements hebdomadaires
| Classement (1976)                       | Meilleure position |
| --------------------------------------- | ------------------ |
| Belgique (Wallonie Ultratop 50 Singles) | 17                 |
| France (CIDD)                           | 20                 |

| Classement (2018) | Meilleure place          |
| ----------------- | ------------------------ |
| France (SNEP)     | 100[source insuffisante] |

## Historique de sortie
| Pays   | Date         | Face A           | Face B                | Format                | Label    | Réf.  |
| ------ | ------------ | ---------------- | --------------------- | --------------------- | -------- | ----- |
| France | 1975         | Comment lui dire | Samba mambo           | 45 tours promotionnel | Atlantic | [ 8 ] |
| France | janvier 1976 | Comment lui dire | Samba mambo           | 45 tours              | Atlantic | ,     |
| Canada | janvier 1976 | Comment lui dire | Samba mambo           | 45 tours              | Atlantic | [ 8 ] |
| Japon  | 1976         | Comment lui dire | Chanson pour consoler | 45 tours              | Atlantic | [ 1 ] |

## Reprises
La chanson a été reprise par Jenifer en 2013,.